# Richemont (Charente)
Richemont est une commune associée à Cherves-de-Cognac, dans le département de la Charente.

## Géographie
Richemont est située à l'ouest du département de la Charente, à 2,5 km au sud-ouest de Cherves et à 4 km au nord-ouest de Cognac. Elle a été associée à Cherves-Richemont le 1er janvier 1973 par arrêté préfectoral du 4 décembre 1972.

## Démographie
L'évolution du nombre d'habitants est connue à travers les recensements de la population effectués dans la commune depuis 1793. À partir du 1er janvier 2009, les populations légales des communes sont publiées annuellement dans le cadre d'un recensement qui repose désormais sur une collecte d'information annuelle, concernant successivement tous les territoires communaux au cours d'une période de cinq ans. 
Pour les communes de moins de 10 000 habitants, une enquête de recensement portant sur toute la population est réalisée tous les cinq ans, les populations légales des années intermédiaires étant quant à elles estimées par interpolation ou extrapolation. Pour la commune, le premier recensement exhaustif entrant dans le cadre du nouveau dispositif a été réalisé en ,.
En 2007, la commune comptait 432 habitants.
| 1793 | 1800 | 1806 | 1821 | 1831 | 1841 | 1846 | 1851 | 1856 |
| ---- | ---- | ---- | ---- | ---- | ---- | ---- | ---- | ---- |
| 252  | 163  | 234  | 264  | 222  | 289  | 430  | 440  | 438  |

| 1861 | 1866 | 1872 | 1876 | 1881 | 1886 | 1891 | 1896 | 1901 |
| ---- | ---- | ---- | ---- | ---- | ---- | ---- | ---- | ---- |
| 290  | 412  | 399  | 456  | 401  | 382  | 411  | 406  | 420  |

| 1906 | 1911 | 1921 | 1926 | 1931 | 1936 | 1946 | 1954 | 1962 |
| ---- | ---- | ---- | ---- | ---- | ---- | ---- | ---- | ---- |
| 416  | 289  | 323  | 385  | 357  | 355  | 346  | 317  | 296  |

| 1968 | 2007 | - | - | - | - | - | - | - |
| ---- | ---- | - | - | - | - | - | - | - |
| 272  | 432  | - | - | - | - | - | - | - |

### Remarques
En 2007, la commune comptait 432 habitants.